# Тейяр де Шарден, Пьер
Пьер Тейя́р де Шарде́н (фр. Pierre Teilhard de Chardin; 1 мая 1881, замок Сарсена близ Клермон-Феррана, Овернь, Франция — 10 апреля 1955, Нью-Йорк, США) — французский католический теолог и философ-персоналист, а также биолог и антрополог. Католический священник, монах. Один из первооткрывателей синантропа и один из создателей теории ноосферы. Стал основоположником теистического эволюционизма.
Доктор естественных наук, выпускник Сорбонны. Внёс значительный вклад в палеонтологию, антропологию, философию и католическую теологию; Член ордена иезуитов (с 1899) и священник (с 1911). На основе работ де Шардена, где он пытался соединить воедино свои научные познания и веру в Бога, в 1950 году папа Пий XII в энциклике «Humani generis» провозгласил что согласно догме изначально Бог сотворил мир, далее всё созданное развивалось согласно законам «условной эволюции», и в тот момент, когда «условная эволюция» создала нечто похожее на человека, Бог снова включился в процесс и вдохнул в человека «душу».
В отличие от Владимира Вернадского, в понимании де Шардена в основе ноосферы лежит божественная воля, а не законы природы, он создал своего рода синтез католической христианской традиции и современной теории космической эволюции. Не оставил после себя ни школы, ни прямых учеников, но основал новое течение в философии — «тейардизм», первоначально осуждённый, но затем интегрированный в доктрину католической церкви и ставший «наиболее влиятельной теологией, противостоящей неотомизму». Самая известная книга — «Феномен человека» (1940). 

## Биография
Мари Жозеф Пьер Тейяр де Шарден родился 1 мая 1881 года в Сарсена (Овернь, Франция) в католической семье, четвёртый из одиннадцати детей. В 1892 году поступил в колледж Нотр-Дам-де-Монгре, принадлежавший Обществу Иисуса (орден иезуитов). В 1899 году, окончив колледж и получив степень бакалавра по специальностям философия и математика, вступил в орден иезуитов.
С 1899 по 1901 год учился в семинарии в Экс-ан-Провансе, после двух лет новициата принёс первые обеты и в 1901—1902 годах продолжал философское и теологическое образование в иезуитской семинарии на острове Джерси. С 1904 по 1907 год преподавал физику и химию в иезуитском колледже Св. Семейства в Каире. В 1908 году его направили в Гастингс (Англия, графство Суссекс) изучать теологию. 14 августа 1911 года, в возрасте 30 лет, рукоположен во священники.
Во время учёбы в Гастингском колледже иезуитов подружился с Чарльзом Доусоном, «открывшим» скандально известного Пилтдаунского человека. В 1912 году он даже участвовал в раскопках в Пилтдаунском гравийном карьере вместе с Доусоном и Артуром Вудвордом. Некоторые исследователи считают его причастным к фальсификации, в частности Луис Лики был настолько уверен в этом, что в 1971 году отказался приехать на симпозиум, организованный в честь французского священника. 
С 1912 по 1914 год работал в Институте палеонтологии человека при парижском Музее естественной истории под руководством М. Буля (крупного авторитета в области антропологии и археологии), вместе с которым принимал участие в раскопках на северо-западе Испании.
В декабре 1914 года был призван в армию, служил санитаром-носильщиком. Прошёл всю войну, получил Воинскую медаль и орден Почётного легиона. Именно во время войны (1916 год) он написал своё первое эссе «La vie cosmique» («Космическая жизнь») — философские и научные размышления о мистике и духовной жизни. Позднее Тейяр де Шарден написал: «la guerre a été une rencontre… avec l’Absolu» («война была встречей… с Абсолютом»).
26 мая 1918 года он принёс вечные обеты в Сент-Фуа-де-Лион. В августе 1919 года, будучи на острове Джерси, написал эссе «Puissance spirituelle de la Matière» («Духовная сила материи»).
С 1920 года продолжал обучение в Сорбонне, в 1922-м защитил докторскую диссертацию в Парижском католическом университете в области естественных наук (геология, ботаника, зоология) по теме «Млекопитающие нижнего эоцена Франции» и там же получил назначение на должность профессора кафедры геологии.
В 1923 году отправился в исследовательскую экспедицию в Тяньцзинь (Китай). Во время экспедиции, в пустыне Ордос, написал несколько статей и эссе, в том числе «La Messe sur le Monde» («Вселенская литургия»). Его статья, посвящённая проблеме первородного греха, не была понята в теологических кругах, концепцию Тейяра де Шардена сочли противоречащей учению Католической церкви, и генерал ордена Влодзимеж Ледуховский запретил ему публикации и публичные выступления.
В итоге, в апреле 1926 года Тейяр де Шарден вновь был направлен на работу в Китай, где провёл в общей сложности 20 лет. До 1932 года он работал в Тяньцзине, затем — в Пекине. С 1926 по 1935 год принял участие в пяти геологических экспедициях по Китаю, в результате которых внёс ряд уточнений в геологическую карту страны.
С 1926 по 1927 год находился в восточной Монголии и в эти же годы создал первую свою большую работу — философско-теологическое эссе «Le Milieu divin. Essai de vie interieure» («Божественная среда. Очерк о внутренней жизни»).
В 1929 году, участвуя в стратиграфических работах на раскопках в Чжоукоудяне близ Пекина, Тейяр де Шарден вместе с коллегами обнаруживает останки синантропа (Homo erectus). Благодаря анализу этой находки он получил широкое признание в научных кругах. Ещё большую славу ему и А. Брейлю принесло открытие в 1931 году того, что синантроп пользовался примитивными орудиями и огнём.
В последующие годы он работал советником в национальном геологическом департаменте Китая, принимал участие в научно-исследовательских экспедициях (Китай, Центральная Азия, Памир, Бирма, Индия, Ява), бывал во Франции, ездил в США.
С 1938 по 1939 год он работал в Париже, в журнале «Etudes» (интеллектуальный центр парижских иезуитов), ему было позволено возобновить цикл лекций и семинаров. В июне 1939 года вернулся в Китай.
С 1939 по 1946 годы, во время Второй мировой войны, Тейяр де Шарден находился в вынужденной изоляции, в Пекине, живя в посольском квартале. В 1940 году основал вместе с Пьером Леруа в Пекине геобиологический институт, а в 1943-м — тоже с Леруа — начал выпускать новый журнал «Геобиология». В эти годы (1938—1940) он создал своё главное произведение — «Le Phenomene humain» («Феномен человека»). 
В мае 1946 года вернулся во Францию, возобновил контакты в научных кругах, в апреле 1947 года принял участие в конференции по эволюции, организованной парижским Музеем естественной истории, в июне собирался в экспедицию в Южную Африку, но из-за сердечного приступа был вынужден от этого отказаться. В 1950 году, в возрасте 70 лет, Тейяра избрали во Французскую академию наук, но запрет на публикации и публичные выступления по-прежнему остались в силе. В 1952 году он покинул Францию и уехал работать в США, в Нью-Йорк, по приглашению Фонда антропологических исследований Уэннера-Грена. Участвовал в нескольких экспедициях в Южную Африку. В 1954 году провёл два месяца во Франции, в Оверни, в доме своих родителей.
Умер в Нью-Йорке от сердечного приступа 10 апреля 1955 года, в Пасхальное воскресенье. Годом раньше, на приеме во французском консульстве, он сказал своим близким друзьям: «Я хотел бы умереть на Пасху, в день Воскресения».
После его смерти была создана комиссия, в которую вошли многие его друзья, в том числе выдающиеся учёные (А. Брейль, Дж. Хаксли, А. Тойнби, М. Мерло-Понти и др.). Комиссия составила и подготовила к изданию десятитомное собрание сочинений, куда вошли практически все его работы, за исключением писем и некоторых эссе. Собрание сочинений было открыто в 1957 году «Феноменом человека».
Никогда не состоял в браке и не имел детей.

## Взгляды и идеи
Основные труды Пьер Тейяра де Шардена в теологии и философии направлены на то, чтоб переосмыслить догматы католической церкви в понятиях теории эволюции. Пытаясь построить новую теологию, философ указывал недостатки принятых в католической церкви томистских взглядов. Первым недостатком он называет статическую рациональную схему томизма, которая не позволяет показать динамику творения, грехопадения и искупления, которые являются взаимосвязанными процессами. Процессуальное же описание христианской истории необходимо, по Тейяру де Шардену, ещё и потому, что оно согласуется с эволюционной теорией происхождения человека. Второй недостаток томизма — озабоченность судьбой и спасением индивидуального субъекта, а не коллективного. В то время как именно спасение коллективного субъекта, представляющего собой целостный организм и обладающего единым разумом, должно быть описано теологией. 
Идеи Тейяра де Шардена критиковались представителями его ордена за отход укоренённого в томизме первенства богословия перед наукой, в антидоктринальности и искажении католической веры, в пантеизме находящимся на грани с атеизмом. В свою очередь Тейяр де Шарден считал свою разновидность пантеизма закономерной и не противоречащей христианской ортодоксии. 

### НоосфераиЭволюция
Тейяр де Шарден выделяет три последовательные, качественно различные ступени эволюции: «преджизнь» (литосфера), «жизнь» (биосфера) и «феномен человека» (ноосфера).
Эволюция, по его мнению, не закончилась на человеке как индивидууме, она продолжается по мере того, как человечество объединяется в сообщества с возрастающей дифференциацией индивидуальных функций и соответственно увеличивающейся степенью взаимосвязи. Человечество все более плотно заселяет ограниченное пространство Земли, появляются все новые и новые средства связи. Дивергенция «уступает место… конвергенции, при которой расы, народы и нации консолидируются и совершенствуются путём взаимооплодотворения» [«Феномен человека»]. От клеток (эмбрионального мыслящего покрова), опоясавших земную поверхность, через человека, активизировавшего мыслительные возможности вещества и реализовавшего возможность самовоспроизводства мыслящего слоя, сфера разума переходит в охватывающие всю планету «пласты ноосферы». Этот «тангенциальный мегасинтез», эта «суперкомбинация» ведут к рывку «радиальных сил по главной оси эволюции», ибо большей сложности соответствует большее сознание. Концентрация мышления в масштабе планеты тесно связана со слиянием воедино человеческого духа, которое в результате дальнейшей эволюции приведет к возникновению духа Земли. Но это — не последний этап.
Следующим шагом, помимо самоконцентрации ноосферы, является присоединение её к другому мыслительному центру, сверхинтеллектуальному, степень развития которого уже не нуждается в материальном носителе и целиком относится к сфере Духа. Таким образом, вещество, постепенно увеличивая степень организованности и самоконцентрации, эволюционирует в мысль, а мысль, следуя этим же путём, неизбежно развивается в Дух. Сначала это будет Дух Земли. Затем концентрированность и соборность желаний всех элементов Духа Земли положит начало Парусии — Второму Пришествию Христа, призыву к Христу о движении навстречу [«Божественная среда»].
Графически эволюционный процесс можно изобразить как конус пространства-времени, в основании которого — множественность и хаос, а на вершине — высший полюс эволюции, точка последнего объединения в дифференцированное единство, «точка Омега», «центр, сияющий в центре системы центров» [«Феномен человека»]. Элементы, или центры (личности) связывает между собой энергия любви. Атрибуты точки Омега — автономность, наличность, необратимость и трансцендентность.

### Философия
По своим философским взглядам Тейяр де Шарден был близок к монизму (единство материи и сознания). Отвергал дуализм, материализм и спиритуализм. Он считал, что материя является «матрицей» духовного начала. Физической («тангенциальной») энергии, которая убывает по закону энтропии, противоположна духовная («радиальная») энергия, возрастающая по мере развития эволюции. Тейяр де Шарден считал, что духовное начало имманентно всему сущему, поскольку оно является источником целостности и в скрытом виде присутствует уже в молекуле и атоме. Сознание обретает психическую форму в живой материи. В человеке духовное начало превращается в «самосознание» (человек «знает, что он знает»). 

### Теология
Точка Омега для Тейяра де Шардена есть Бог и символическое обозначение Христа, который благодаря силе своего притяжения даёт направление и цель прогрессивно эволюционирующему синтезу. Процесс эволюции — естественное приготовление к сверхприродному порядку, указанному Христом. Его движущей силой является «ортогенез» — целеустремлённое сознание. Когда в ходе эволюции материя-энергия истощит весь свой потенциал к дальнейшему духовному развитию, конвергенция космического природного порядка и сверхприродного порядка приведёт к Парусии («уникальному и наивысочайшему событию, в котором Историческое соединится с Трансцендентным» [«Божественная среда»]).
Слово Божие (Logos), с самого начала имманентное природе, есть синтезирующая сила, которая «творит, объединяя», приводя элементы во все более невероятные сочетания вопреки тенденции к энтропии. Благодаря воплощению в историческом Христе Слово Божие обнаружило свою эволюционную мощь в высшей форме — личной любви. В самопожертвовании Христа раскрывается любовь Бога к человеку, призыв отвратиться от греха (эгоцентрического сопротивления божественной объединяющей любви), чтобы сконцентрироваться на Христе, истинном «центре всех центров». Воскреснув, Христос продолжил своё движение как «космический Христос» к последнему полюсу притяжения (Омеге), приводя людей их собственным волеизъявлением в органическое единство друг с другом с центром во Христе. 

Таким образом, основой и завершением научной космогонии Тейяра де Шардена является его теология.

«Конец света — внутренний возврат к себе целиком всей ноосферы, достигшей одновременно крайней степени своей сложности и своей сосредоточенности. Конец света — переворот равновесия, отделение сознания, в конце концов достигшего совершенства, от своей материальной матрицы, чтобы отныне иметь возможность всей своей силой покоиться в Боге-Омеге» [«Феномен человека»]. Этот вариант развития событий реализуется в том случае, если зло на завершающем этапе Земли будет находиться в минимуме. Но возможен и вариант, что зло, возрастая одновременно с добром, достигнет к финалу своей высшей ступени. Тогда возможно, что ноосфера, достигшая определенной точки объединения, «снова разъединится на две зоны, соответственно притягиваемые двумя антагонистическими полюсами поклонения. На зону мысли, которая никогда не была единой. И на зону всеобъемлющей любви, оживляющую и… выделяющую, чтобы её завершить, лишь одну часть ноосферы — ту, которая решится „сделать шаг“ за пределы себя, в другое», — с книги «Феномен человека».

## Сочинения
- La Messe sur le monde (1923)
- Lettres d’Egypte
- Le Phénomène humain (1938—1940, опубл. 1955)
- L’Apparition de l’homme (1956)
- La Vision du passé (1957)
- Le Milieu divin (1926—1927, опубл. 1957)
- L’Avenir de l’homme (1959)
- Hymne de l’Univers (1961)
- L'Énergie humaine (1962)
- L’Activation de l'énergie (1963)
- La Place de l’homme dans la nature (1965)
- Science et Christ (1965)
- Comment je crois (1969)
- Les Directions de l’avenir (1973)
- Écrits du temps de la guerre (1975)
- Le Cœur de la matière (1976)

### Публикация сочинений в русском переводе
- Тейяр де Шарден П. Божественная среда. — М.: Renaissanse, 1992.
- Тейяр де Шарден П. Божественная среда. / пер. с франц. О. Вайнер. — М.: Аст, 2021. — 192 с. — ISBN 978-5-17-139015-0.
- Тейяр де Шарден П. Феномен человека. — М.: Наука, 1987.
- Тейяр де Шарден П. Гимн вселенной. // Утопия и утопическое мышление. — М.: Прогресс, 1991. С. 300—316.
- Тейяр де Шарден П. Время выбора. Возможный смысл войны / Журнал «Начало» № 1, СПб., 1994.